# Косколь (Коскольский сельский округ Улытауского района)
Косколь (каз. Қоскөл) — село в Улытауском районе Карагандинской области Казахстана. Административный центр Коскольского сельского округа. Находится примерно в 217 км к юго-западу от села Улытау, административного центра района, на высоте 122 метров над уровнем моря. Код КАТО — 356055100.

## Население
В 1999 году численность населения села составляла 601 человека (309 мужчин и 292 женщины). По данным переписи 2009 года, в селе проживало 412 человек (234 мужчины и 178 женщин).